# The Last of the Mohicans (película de 1992)
The Last of the Mohicans (en Hispanoamérica: El último de los mohicanos; en España: El último mohicano) es una película épica estadounidense de 1992, del género aventuras, basada en la novela homónima del escritor estadounidense James Fenimore Cooper. Dirigida por Michael Mann, está protagonizada por Daniel Day-Lewis, Madeleine Stowe, Jodhi May, Russell Means, Eric Schweig, Wes Studi, Patrice Chéreau y Pete Postlethwaite.

## Argumento

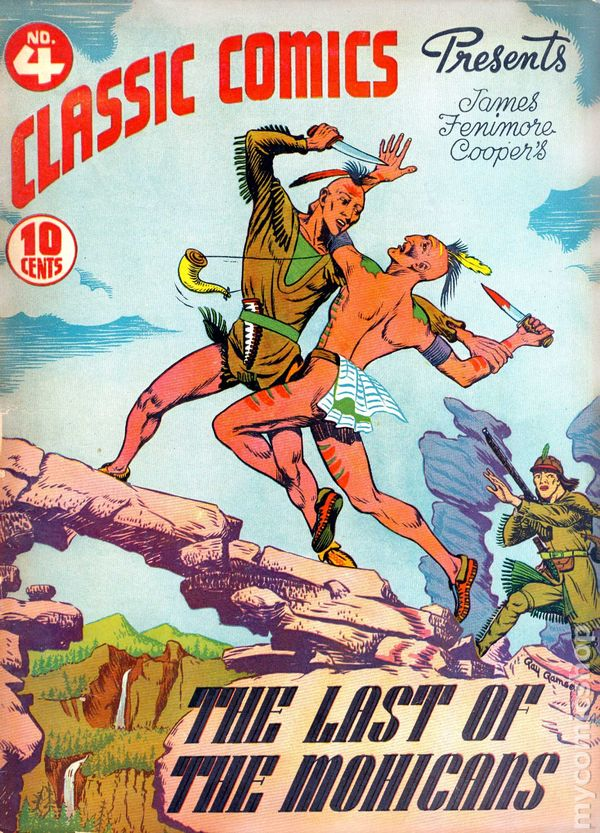
Portada de Classic Comics.

Nathaniel (Daniel Day-Lewis) es el hijo adoptivo semicaucásico de un indio que se considera el último de los mohicanos.
Durante una cacería, Nathaniel, Uncas y su padre detectan huellas de indios hostiles y los siguen. No lejos de allí, una columna de soldados ingleses, que transporta a las hijas del coronel Munro –Cora y Alice– hasta su padre, es atacada por indios hostiles. 
Las mujeres sobreviven junto con el oficial Duncan, que pretende a una de ellas, mientras que la guarnición es asesinada y solo se salvan  gracias a la intervención oportuna de Nathaniel y los suyos. En la matanza de los soldados ingleses ha intervenido un indio, Magua (Wes Studi), que fingía ser su guía y quien en su fuero interno odia a Munro. El objetivo de Magua era asesinar por venganza a las hijas del coronel Munro.
Simultáneamente a los hechos, Francia e Inglaterra están en guerra por el territorio del Canadá, y Munro defiende un fuerte en la frontera, donde son conducidas las hijas de Munro por Nathaniel. La situación inglesa frente a los franceses es comprometida.
Cora, la hermosa hija mayor de Munro y pretendida del oficial inglés superviviente, se enamora de Nathaniel y eso crea conflictos y desidias al que era su prometido hasta entonces.
La derrota de Munro en el fuerte obliga a la evacuación de sus ocupantes a través de territorios hostiles hacia la costa. La columna es atacada por los indios hostiles renegados al mando de Magua, quien asesina cruelmente al coronel Munro sacándole el corazón con su cuchillo después de decirle "Cabeza gris; tus hijas caerán bajo mi cuchillo", en venganza por actos antiguos de los que según Magua el coronel Munro tenía la culpa, y se apodera de sus hijas para sacrificarlas.
Cora es rescatada por Nathaniel, quien logra convencer al jefe de Magua que la deje ir, sacrificándose por ella el oficial inglés Duncan, quien se entrega por amor a Cora. En cambio su hermana, Alice, es dejada en las manos de Magua. Finalmente, el "hermano" de Nathaniel, Uncas, muere al tratar de salvar a Alice por amor, luchando contra Magua para salvarla, y esta, que estaba enamorada de él, se suicida arrojándose por el barranco. El padre de Uncas se venga matando a Magua en una pelea a muerte, y lo logra quedando así "EL ÚLTIMO MOHICANO".

## Reparto
- Daniel Day-Lewis como Nathaniel Poe.
- Madeleine Stowe como Cora Munro.
- Russell Means como Chingachgook.
- Eric Schweig como Uncas.
- Jodhi May como Alice Munro.
- Steven Waddington como el mayor Duncan Heyward.
- Wes Studi como Magua.
- Maurice Roëves como el coronel Edmund Munro.
- Patrice Chéreau como Louis-Joseph de Montcalm.
- Terry Kinney como John Cameron.
- Pete Postlethwaite como el capitán Beams.
- Colm Meaney como el mayor Ambrose.
- Mike Phillips como Sachem.
- Dylan Baker como el capitán De Bougainville.

## Diferencias entre la historia de la novela y la película
Aunque la película esté basada en la novela, existe gran cantidad de diferencias importantes, tanto en la narración, los hechos y en la línea de tiempo, como la personalidad de algunos personajes, por lo que se puede deducir que el filme es una adaptación What if de la novela original.

### Personalidades
Heyward y las hijas de Munro
En la novela Duncan Heyward es protagonista y amigo de Ojo de halcón (Nathaniel). Su personalidad no es arrogante y es un joven militar -algo ingenuo- muy disciplinado, valiente, honrado y muy respetuoso con las dos jóvenes a su cargo, las hijas del coronel Munro, Cora y Alice Munro. Éstas a su vez, le profesan los mismos sentimientos, devoción y cariño, en especial Alice, la hija menor. El cariño mutuo de este trío de personajes es expresado continuamente a lo largo de toda la obra, indicando una confianza y unas vidas muy próximas no tan frías como en la película.
Cora Munro
A su vez, Cora sí que posee una personalidad muy parecida a la novela como correspondería a la hermana mayor; sacrificada, valiente, bondadosa y con una actitud comprensiva, a la vez que fascinada, hacia los nativos y, en especial, hacia el personaje de Nathaniel en lugar de Uncas. Su fortaleza moral, estoicismo y sentido de la justicia hace que se gane el afecto y respeto de los que la conocen, incluido el grupo de los Lenapes o delawares. En la novela, son hijas de distinta madre. Cora es hija de una nativa Delaware y posee ciertas cualidades y rasgos atribuidos a su pueblo, mientras que la delicada Alice es de sangre británica (escocesa).
Nathaniel Poe (Ojo de halcón)
El personaje central de la historia es un experto cazador de alrededor de unos 40 años, pero no demasiado crítico con los blancos y muy orgulloso de su, en palabras del personaje, sangre pura, de su raza; eso sí, igual de unido y respetuoso con los nativos y su forma de vida. Su personalidad en la novela es bastante más arrogante, propiciada por la experiencia y la confianza en sus excepcionales cualidades en el conocimiento del medio, de los nativos y del uso del fusil y la guerra. Asimismo, Nathaniel se muestra orgulloso de haber combatido en las filas de los ingleses bajo el mando del anterior comandante del William Henry y presto al servicio en cualquier momento.
Zorro sutil
El Magua no es tan despiadado e injusto como en la película, aunque sí que siente un odio y perversión extremos fruto de las mismas vivencias, pero sin personificarlas en el coronel Munro. En la novela se le representa como un gran guerrero, hábil, escurridizo y astuto; además de un pérfido orador dado a la lisonjería, muy valorado por los hurones; tanto que es el líder de guerra del poblado.

### Hechos
- En la novela, el coronel Munro no muere durante la narración ni a manos del magua, sino de cansancio de guerra y, según los rumores en la obra, de dolor tras la pérdida de Cora, poco después de los hechos que se narran.

- En la novela, Duncan Heyward está profundamente, locamente enamorado de Alice -la cual le corresponde con sentimientos velados por la ingenuidad-, no de Cora como creía o deseaba el coronel Munro. Este hecho es un pasaje un tanto cómico en la novela cuando el mayor expresa sus sentimientos al coronel, dada la sorpresa de ambos ante esta revelación, que creían a la inversa. No muere y sí que pide la mano, pero a la hija mayor, Cora, la cual, aunque muy afectuosa, también evade una rápida respuesta como en la primera solicitud de Heyward a Cora en la película.

- En la novela, la hija de Munro que muere no es Alice, sino Cora, en una escena parecida a la de la película, pero no se suicida ni tampoco es asesinada por el magua, sino por un compañero de este.

- Por su parte, en la película, los breves incisos a las reacciones de Uncas ante Alice, pueden hacer entrever un posible enamoramiento del nativo hacia la hija menor de Munro; que además se pueden apoyar en los hechos, pues no cesa en su intento vehemente de salvarla, incluso llegando a dar su vida en el intento. Uncas es un guerrero excepcional que muere a manos del magua, no por las cualidades de su enemigo, sino por su desesperación por salvar a Alice.

- Zorro sutil, el magua, muere en la novela intentando huir de sus enemigos tras asesinar a Uncass cuando salta por un precipicio y no consigue alcanzar totalmente el otro lado, para quedar expuesto al rifle de Ojo de halcón que lo abate mientras intenta escalar la pared hacia la cima.

- La escena de la caverna en el interior de la cascada se da al principio de la obra y es cuando se forja la amistad y odio entre el grupo de personajes principales. Las hijas de Munro, con su protector el mayor Heyward y un profesor de canto, David Lagamme -un personaje fundamental en el transcurso de los hechos que no aparece en la película-, son apresados por primera vez por los hurones.

- Las condiciones y los hechos de la rendición del William Henry sí que son bastante precisos, a excepción de la muerte de Munro y la huida de los personajes principales en la película. La versión de Mann une aquí dos situaciones distintas en la novela:
  - Primero; el apresamiento en segunda instancia de las hijas de Munro y David Lagamme, se da en la evacuación del fuerte británico y no en la caverna de la cascada.
  - Segundo; la huida por el río de los personajes ocurre más tarde y no es una huida, sino la persecución por parte de los mohicanos, Ojo de halcón y Heyward, para rescatar a las hijas de Munro y David de las manos del magua y los hurones.

- Además, en la película se mezclan dos grupos nativos distintos y enemigos tradicionales, unidos ahora por intereses en la guerra de los blancos, y que representan el poblado a donde Zorro sutil lleva a sus prisioneros. En la novela, en su lugar, el magua divide a las hijas entre el poblado de su tribu adoptada, los hurones, y un poblado de delawares (pueblo al que pertenecen Chingachgook y Uncass, del cual los mohicanos son la rama originaria y pura, siendo ambos los únicos supervivientes con derechos a liderar a los lenapes/delawares). Este hecho es fundamental en el desarrollo de los acontecimientos, ya que desencadena una guerra final entre hurones y delawares que acaba con la victoria de estos últimos y provoca la muerte de Cora y Uncass.

- La escena del parlamento en el poblado y el sacrificio de Heyward en la película también mezcla varias situaciones que llevan a la muerte del mayor. En la novela, este parlamento se da cuando Zorro sutil lleva al poblado de los delawares (no al de los hurones como aparenta en el filme) a sus prisioneros que han escapado del poblado del magua a por Cora. En este sentido, la historia da multitud de giros siendo los protagonistas intermitentemente prisioneros y rescatadores, tanto de un poblado como de otro, hasta la revelación de Uncas como líder de los delawares. Este a su vez, junto con Cora, son los verdaderos salvadores de sus amigos. El primero se revela como líder delaware de un pueblo que les era hostil o neutral hasta ese momento. La segunda con su estoicismo y sacrificio ofreciéndose al magua, obliga a los corazones de los delawares comandados por Uncas, a la guerra por salvarla.

- La relación de Nathaniel con los mohicanos, Chingachgook y Uncass, es algo menos estrecha por la parte de estos últimos, pero quizá más poderosa e íntima por parte de Ojo de halcón.

- En la novela no hay rastro alguno de los colonos ni de las relaciones de Ojo de halcón y los mohicanos con ellos

## Premios
- 1992: Óscar al mejor sonido